# SMAP LIVE AMIGOS!
『SMAP LIVE AMIGOS!』（スマップ ライブ アミーゴス）は、VHS,LDが1998年12月24日、DVDが2000年12月6日に発売されたSMAPのツアーVHS,LD・DVDである。

## 概要
- 1998年7月21日から10月1日に行われたSMAPによる全国コンサートツアー『CONCERT TOUR 1998 "VIVA AMIGOS!"』の、ツアー最終日の東京公演の模様が収められている。
- ジャケットのアートディレクターは信藤三雄が担当。ジャケットは映画『スター・トレック』が元ネタとなっている[要出典]。また、VHSの初回版は特殊ボックス仕様となっている。
- 今回のコンサート・ツアーの構成のみ木村拓哉が担当している。
- VHS,LDの初回限定版のみ夜空ノムコウ(PV)が収録されている。

## 収録

### 本編映像
1. OVERTURE
2. ダイナマイト
3. はだかの王様 〜シブトクつよく〜
4. Sunshine Day
5. That's the Way（I like it）
6. はじめての夏
7. Boogie Wonderland
8. September
9. Y.M.C.A.
10. たいせつ[注 1]
11. あろはわい - 香取慎吾
12. ひと駅歩こう - 木村拓哉・香取慎吾
13. 言えばよかった
14. セロリ
15. Beautiful - 稲垣吾郎
16. HA - 木村拓哉[注 2]
17. 恋のはじまり..... - 草彅剛
18. オイラの人生のっぺらぼ〜〜！ - 中居正広
19. Theme of 012
20. Peace!
21. Possession Possession
22. 俺たちに明日はある
23. 泣きたい気持ち
24. 夜空ノムコウ
25. SHAKE
26. オリジナル スマイル
27. 青いイナズマ
28. KANSHAして

### 特典映像
※VHS（初回限定版）のみ
1. ★extra bounus track★（MC映像）
2. 夜空ノムコウ（PV）

## 収録時間
- Total: 118min.

## コンサートツアー
- コンサートツアー『SMAP CONCERT TOUR 1998 "VIVA AMIGOS!"』について記述。

|        | 開催日時 | 開演時間 | 会場                     |
| 1998年 | 1998年   | 1998年   | 1998年                   |
| ------ | -------- | -------- | ------------------------ |
| 1      | 7月21日  | 18:30    | 宮城県総合運動公園体育館 |
| 1      | 7月22日  | 12:00    | 宮城県総合運動公園体育館 |
| 1      | 7月22日  | 16:00    | 宮城県総合運動公園体育館 |
| 2      | 7月25日  | 18:30    | 福岡ドーム               |
| 2      | 7月26日  | 16:00    | 福岡ドーム               |
| 3      | 7月31日  | 18:00    | 真駒内オープンスタジアム |
| 3      | 8月1日   | 16:00    | 真駒内オープンスタジアム |
| 4      | 8月8日   | 14:30    | 石川産業展示館4号館      |
| 4      | 8月8日   | 18:30    | 石川産業展示館4号館      |
| 4      | 8月9日   | 12:00    | 石川産業展示館4号館      |
| 4      | 8月9日   | 16:00    | 石川産業展示館4号館      |
| -      | 8月14日  | 14:30    | アスティ徳島             |
| -      | 8月14日  | 18:30    | アスティ徳島             |
| -      | 8月15日  | 12:00    | アスティ徳島             |
| -      | 8月15日  | 16:00    | アスティ徳島             |
| 5      | 8月22日  | 18:30    | ナゴヤドーム             |
| 5      | 8月23日  | 16:00    | ナゴヤドーム             |
| 6      | 8月29日  | 14:30    | 広島グリーンアリーナ     |
| 6      | 8月29日  | 18:30    | 広島グリーンアリーナ     |
| 6      | 8月30日  | 12:00    | 広島グリーンアリーナ     |
| 6      | 8月30日  | 16:00    | 広島グリーンアリーナ     |
| 7      | 9月12日  | 18:30    | 大阪ドーム               |
| 7      | 9月13日  | 16:00    | 大阪ドーム               |
| 8      | 9月29日  | 18:30    | 東京ドーム               |
| 8      | 9月30日  | 18:30    | 東京ドーム               |
| 8      | 10月1日  | 18:30    | 東京ドーム               |

※徳島公演は、阿波踊りのイベントとダブルブッキングしていることが発覚し、公演中止となった。